# 萊格萊布
萊格萊布是瑞士的城鎮，位於該國西部，由弗里堡州負責管轄，處於弗里堡西南面14公里，面積10.37平方公里，海拔高度756米，2011年人口1,164，人口密度每平方公里112人。

## 外部連結
- Official website （页面存档备份，存于） （法文）